# Cisterna de Filoxeno

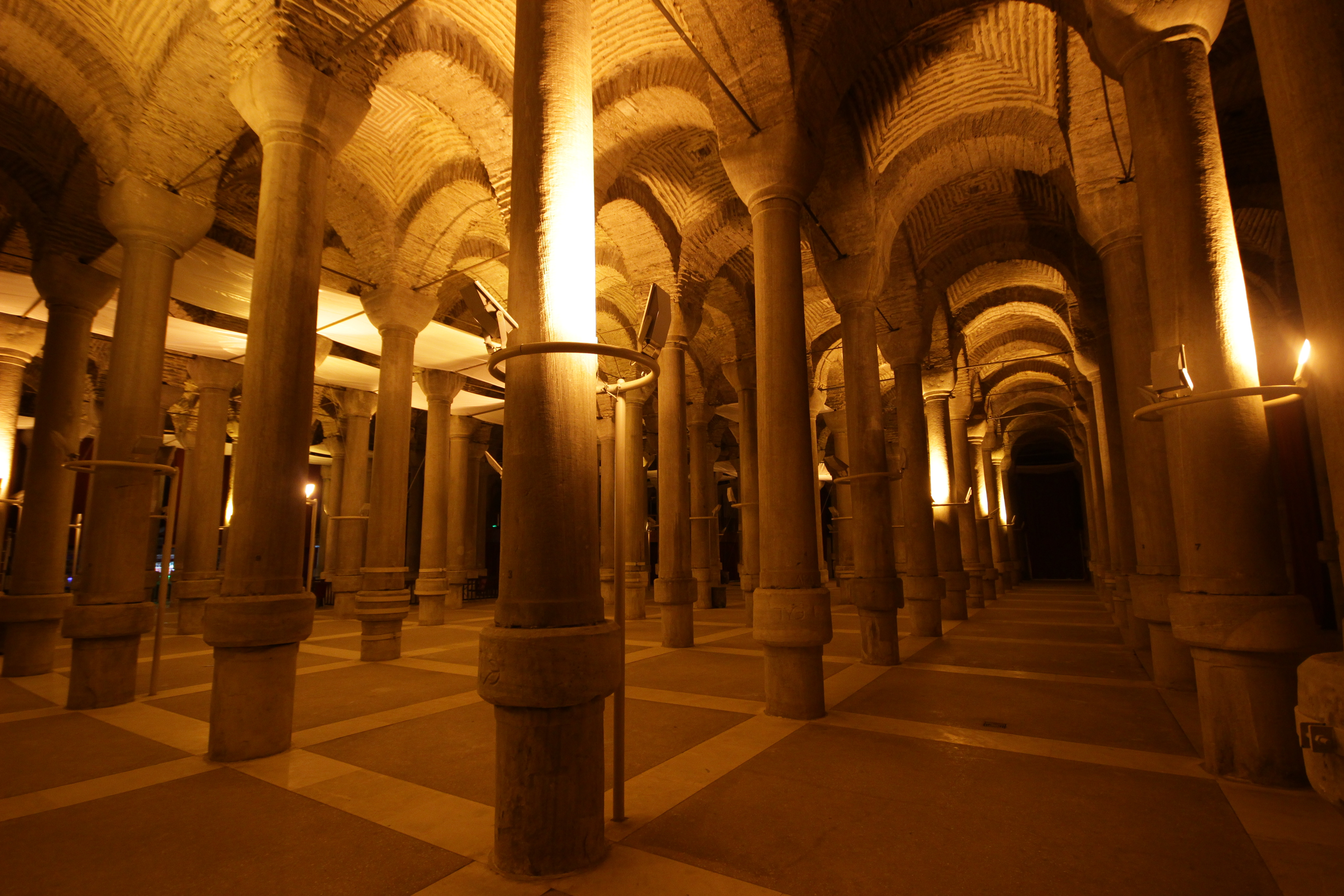
Interior da Cisterna de Filoxeno

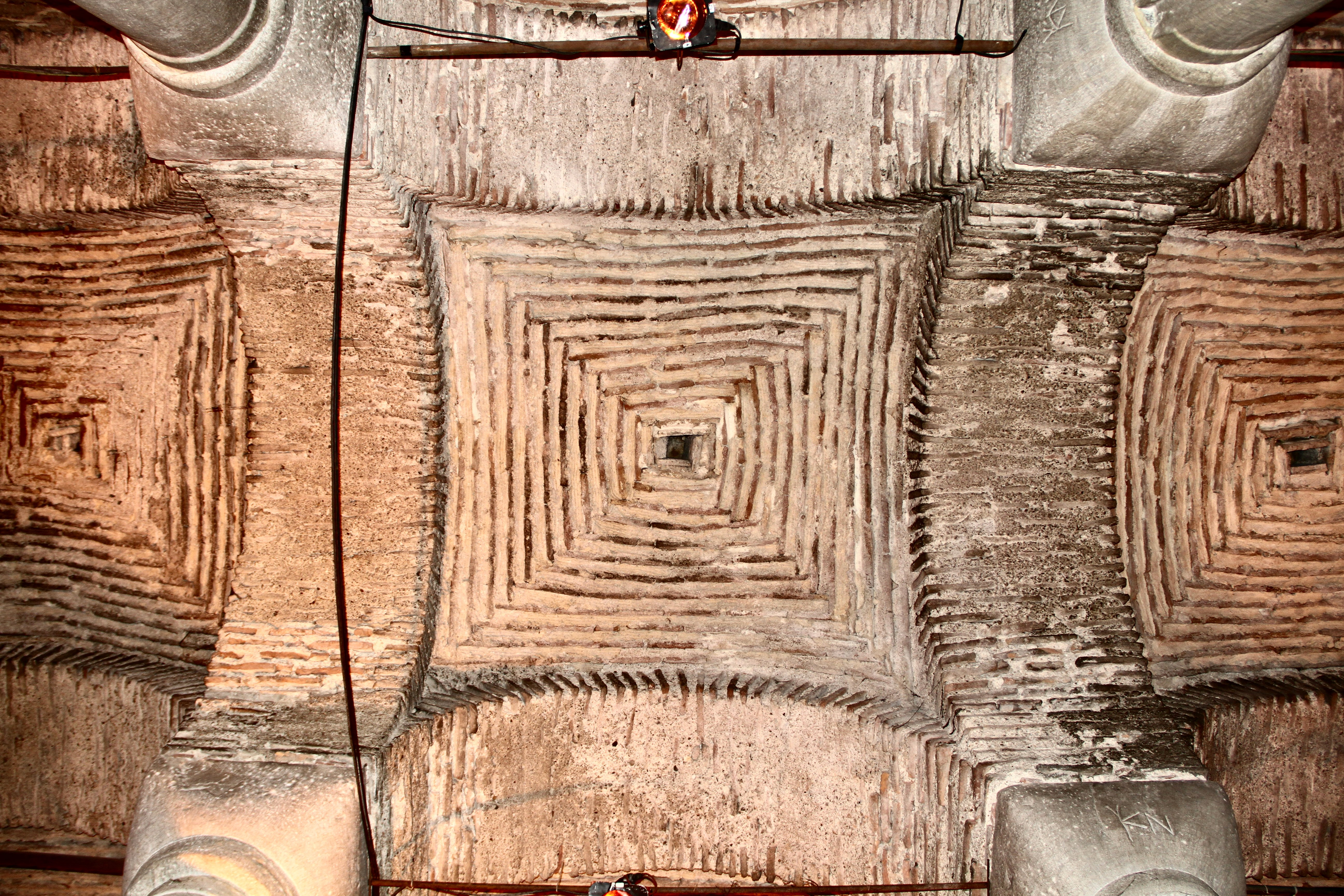
Detalhe do teto

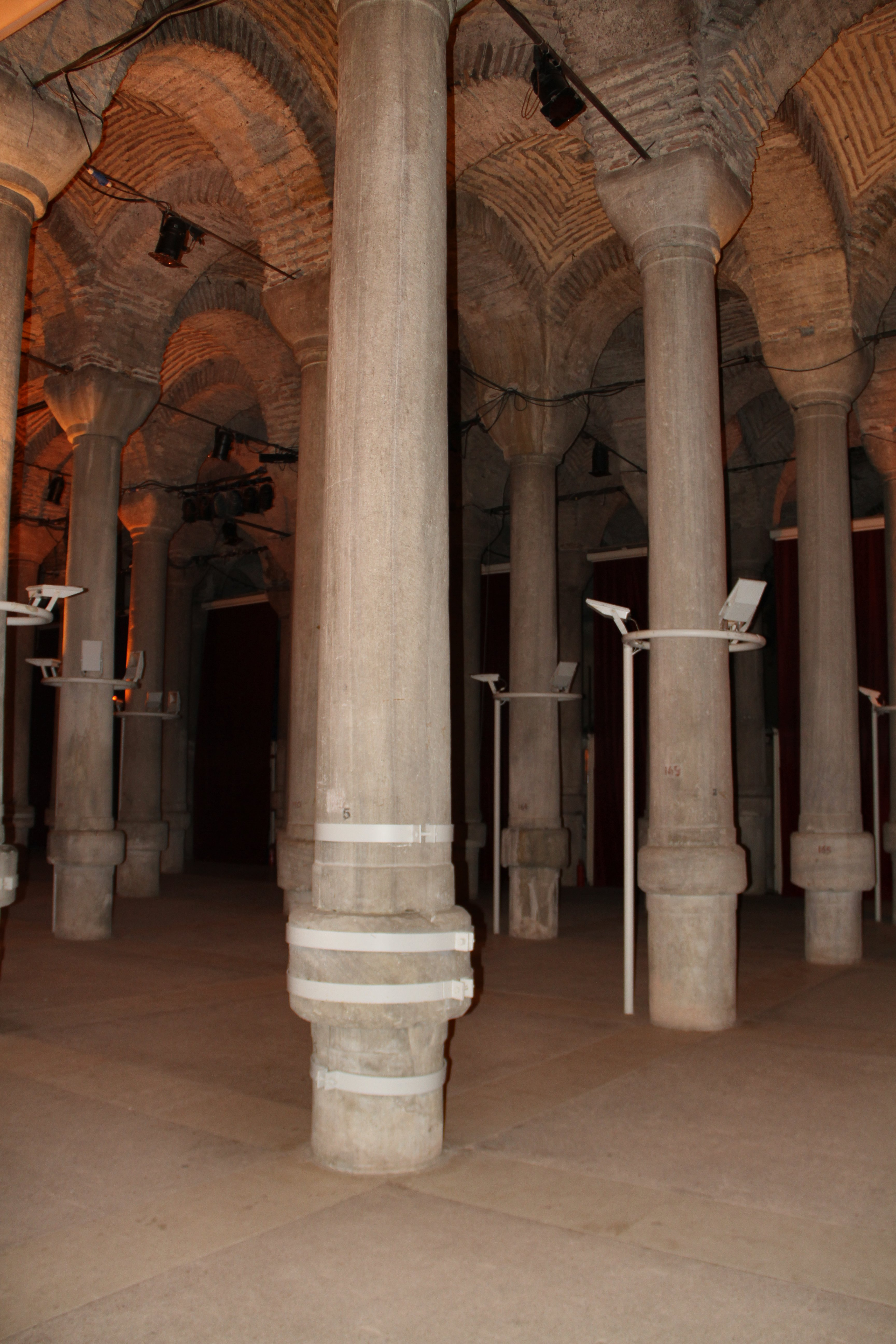
Detalhe de uma das colunas

A Cisterna de Filoxeno ou Cisterna de Binbirdirek (em grego: Κινστέρνα Φιλοξένου; em turco: Binbirdirek Sarnıcı; "Cisterna das 1001 Colunas") é um reservatório de água subterrâneo situado entre o Fórum de Constantino e o Hipódromo (atualmente Sultanahmet) da antiga cidade de Constantinopla, atual Istambul, na Turquia.
A cisterna foi restaurada e aberta ao público em 2002 como um museu. Tem um restaurante no interior e algumas pequenas lojas; ocasionalmente é usada para eventos e concertos. Atualmente já não tem água.

## História
Foi construída no século V d.C. debaixo de um palácio construído por Filoxeno, um senador romano enviado para Constantinopla durante o reinado de Constantino. Esse palácio é usualmente identificado como o Palácio de Antíoco. O reservatório cerca de 64 por 56 metros (3 640 m²) e capacidade para 40 000 m³ de água. A cisterna é constituída por um hipostilo suportado por abóbadas em tijolo. As 224 colunas, das quais restam 212, têm entre 14 a 15 metros de altura e são feitas em mármore proveniente da vizinha Ilha de Mármara. Cada coluna é uma sobreposição de duas colunas ligadas por um anel de mármore. O piso da cisterna foi posteriormente reforçado, de forma a que só a coluna superior e uma pequena parte da coluna inferior são atualmente visíveis. Uma parte do exterior original foi preservado e está em exposição junto à entrada. A maior parte das colunas e alguns dos capitéis apresentam marcas de pedreiro gregas.
A cisterna foi restaurada por Justiniano I no século VI, depois do palácio ter sido completamente destruído por um fogp em 475. Depois da conquista da cidade pelos otomanos em 1453, a cisterna caiu em desuso e foi esquecida, só sendo redescoberta durante a construção do palácio de de Fazli Paxá no mesmo local no século XVII. Durante algum tempo aí funcionou uma fábrica de seda. No século XX foi usada como uma lixeira.